# Europees kampioenschap voetbal mannen onder 17 - 2015 (kwalificatie)
Het kwalificatietoernooi voor het Europees kampioenschap voetbal onder 17 voor mannen was een toernooi dat duurde van 19 september 2014 tot en met 26 maart 2015. Dit toernooi zou bepalen welke 15 landen zich kwalificeerden voor het Europees kampioenschap voetbal mannen onder 17 van 2015. Wedstrijden op dit toernooien duurden 80 mintuten, twee helften van 40 minuten.
Alle landen van de UEFA mochten meedoen aan dit toernooi. Het toernooi werd verdeeld over twee rondes. De eerste ronde werd de kwalificatieronde genoemd. Duitsland hoefde hier niet aan mee te doen. De tweede ronde heet de eliteronde.

## Gekwalificeerde landen
| Land        | Gekwalificeerd als          | Beste prestatie         |
| ----------- | --------------------------- | ----------------------- |
| Bulgarije   | Gastland                    | Eerste deelname         |
| Frankrijk   | Eliteronde: Winnaar groep 1 | Kampioen (2004)         |
| Kroatië     | Eliteronde: Winnaar groep 2 | Halve finale (2005)     |
| België      | Eliteronde: Winnaar groep 3 | Halve finale (2007)     |
| Griekenland | Eliteronde: Winnaar groep 4 | Groepsfase (2010)       |
| Oostenrijk  | Eliteronde: Winnaar groep 5 | Halve finale (2003)     |
| Engeland    | Eliteronde: Winnaar groep 6 | Kampioen (2010 en 2014) |
| Tsjechië    | Eliteronde: Winnaar groep 7 | Finale (2006)           |
| Duitsland   | Eliteronde: Winnaar groep 8 | Kampioen (2009)         |
| Spanje      | Eliteronde: Beste tweede    | Kampioen (2007, 2008)   |
| Nederland   | Eliteronde: Beste tweede    | Kampioen (2011, 2012)   |
| Ierland     | Eliteronde: Beste tweede    | Groepsfase (2008)       |
| Rusland     | Eliteronde: Beste tweede    | Kampioen (2006 en 2013) |
| Slovenië    | Eliteronde: Beste tweede    | Groepsfase (2012)       |
| Schotland   | Eliteronde: Beste tweede    | Halve finale (2014)     |
| Italië      | Eliteronde: Beste tweede    | Finalist (2013)         |

## Loting kwalificatieronde
De loting voor de kwalificatieronde werd gehouden op 28 november 2013 om 9:30 (UTC+1) op het UEFA-hoofdkantoor in Nyon, Zwitserland.
De landen werden verdeeld op basis van de coëfficiënten. De ranking werd berekend door te kijken naar de resultaten van de vorige toernooien:
- Europees kampioenschap voetbal mannen onder 17 van 2011 en kwalificatie.
- Europees kampioenschap voetbal mannen onder 17 van 2012 en kwalificatie.
- Europees kampioenschap voetbal mannen onder 17 van 2013 en kwalificatie.

In elke groep kwamen twee landen uit pot A en twee landen uit pot B. Een aantal landen mocht, om politieke redenen, niet bij elkaar terecht komen. Dat gold voor Azerbeidzjan en Armenië, Georgië en Rusland en Spanje en Gibraltar.
| Team      | Coëfficiënt | ranking |
| --------- | ----------- | ------- |
| Duitsland | 11.333      | 1       |

| Team        | Coëfficiënt | ranking |
| ----------- | ----------- | ------- |
| Nederland   | 9.500       | 2       |
| Engeland    | 9.333       | 3       |
| Frankrijk   | 9.000       | 4       |
| Hongarije   | 8.500       | 5       |
| Italië      | 8.000       | 6       |
| Denemarken  | 8.000       | 7       |
| Rusland     | 7.833       | 8       |
| Tsjechië    | 7.833       | 9       |
| Spanje      | 7.833       | 10      |
| Servië      | 7.667       | 11      |
| Portugal    | 7.167       | 12      |
| Georgië     | 7.000       | 13      |
| Kroatië     | 6.833       | 14      |
| Noorwegen   | 6.833       | 15      |
| Zwitserland | 6.667       | 16      |
| België      | 6.333       | 17      |
| Polen       | 6.333       | 18      |
| Oekraïne    | 6.167       | 19      |
| Zweden      | 6.167       | 20      |
| Schotland   | 6.000       | 21      |
| Ierland     | 5.833       | 22      |
| IJsland     | 5.833       | 23      |
| Wit-Rusland | 5.633       | 24      |
| Oostenrijk  | 5.500       | 25      |
| Slowakije   | 5.000       | 26      |
| Turkije     | 4.500       | 27      |

| Team                  | Coëfficiënt | ranking |
| --------------------- | ----------- | ------- |
| Griekenland           | 4.333       | 28      |
| Roemenië              | 4.333       | 29      |
| Noord-Ierland         | 4.167       | 30      |
| Israël                | 4.000       | 31      |
| Finland               | 3.467       | 32      |
| Albanië               | 3.000       | 33      |
| Bosnië en Herzegovina | 3.000       | 34      |
| Slovenië              | 2.667       | 35      |
| Litouwen              | 2.333       | 36      |
| Luxemburg             | 2.333       | 37      |
| Kazachstan            | 2.333       | 38      |
| Montenegro            | 2.333       | 39      |
| Letland               | 2.167       | 40      |
| Estland               | 1.833       | 41      |
| Noord-Macedonië       | 1.667       | 42      |
| Azerbeidzjan          | 1.333       | 43      |
| Armenië               | 1.333       | 44      |
| Wales                 | 1.000       | 45      |
| Moldavië              | 1.000       | 46      |
| Cyprus                | 1.000       | 47      |
| Faeröer               | 1.000       | 48      |
| Andorra               | 0.667       | 49      |
| San Marino            | 0.333       | 50      |
| Malta                 | 0.333       | 51      |
| Liechtenstein         | 0.000       | 52      |
| Gibraltar             | 0.000       | 53      |

## Kwalificatieronde

### Groep 1
De wedstrijden werden gespeeld tussen 22 en 27 september 2014 in Ierland.
| Pos | Team      | Wed | W | G | V | Ptn | DV | DT | +/− | Kwalificatie                  |   | SCO | IRL | FAR | GIB |
| --- | --------- | --- | - | - | - | --- | -- | -- | --- | ----------------------------- | - | --- | --- | --- | --- |
| 1   | Schotland | 3   | 2 | 1 | 0 | 7   | 8  | 0  | +8  | Geplaatst voor de eliteronde. |   | —   | 0–0 | 4–0 | 4–0 |
| 2   | Ierland   | 3   | 2 | 1 | 0 | 7   | 9  | 2  | +7  | Geplaatst voor de eliteronde. |   | —   | —   | 4–2 | 5–0 |
| 3   | Faeröer   | 3   | 0 | 1 | 2 | 1   | 2  | 8  | −6  |                               |   | —   | —   | —   | 0–0 |
| 4   | Gibraltar | 3   | 0 | 1 | 2 | 1   | 0  | 9  | −9  |                               | — | —   | —   | —   |     |

### Groep 2
De wedstrijden werden gespeeld tussen 26 en 31 oktober 2014 in Georgië.
| Pos | Team          | Wed | W | G | V | Ptn | DV | DT | +/− | Kwalificatie                  |   | POL | GEO | EST | LIE |
| --- | ------------- | --- | - | - | - | --- | -- | -- | --- | ----------------------------- | - | --- | --- | --- | --- |
| 1   | Polen         | 3   | 3 | 0 | 0 | 9   | 9  | 0  | +9  | Geplaatst voor de eliteronde. |   | —   | 1–0 | 4–0 | 4–0 |
| 2   | Georgië       | 3   | 2 | 0 | 1 | 6   | 5  | 2  | +3  | Geplaatst voor de eliteronde. |   | —   | —   | 2–1 | 3–0 |
| 3   | Estland       | 3   | 1 | 0 | 2 | 3   | 3  | 6  | −3  |                               |   | —   | —   | —   | 2–0 |
| 4   | Liechtenstein | 3   | 0 | 0 | 3 | 0   | 0  | 9  | −9  |                               | — | —   | —   | —   |     |

### Groep 3
De wedstrijden werden gespeeld tussen 15 en 20 oktober 2014 in Moldavië.
| Pos | Team     | Wed | W | G | V | Ptn | DV | DT | +/− | Kwalificatie                  |   | ITA | ISL | MDA | ARM |
| --- | -------- | --- | - | - | - | --- | -- | -- | --- | ----------------------------- | - | --- | --- | --- | --- |
| 1   | Italië   | 3   | 2 | 1 | 0 | 7   | 7  | 1  | +6  | Geplaatst voor de eliteronde. |   | —   | 1–1 | 3–0 | 3–0 |
| 2   | IJsland  | 3   | 1 | 2 | 0 | 5   | 3  | 1  | +2  | Geplaatst voor de eliteronde. |   | —   | —   | 0–0 | 2–0 |
| 3   | Moldavië | 3   | 1 | 1 | 1 | 4   | 4  | 3  | +1  |                               |   | —   | —   | —   | 4–0 |
| 4   | Armenië  | 3   | 0 | 0 | 3 | 0   | 0  | 9  | −9  |                               | — | —   | —   | —   |     |

### Groep 4
De wedstrijden werden gespeeld tussen 25 en 30 oktober 2014 in Cyprus.
| Pos | Team            | Wed | W | G | V | Ptn | DV | DT | +/− | Kwalificatie                  |   | ENG | FRA | CYP | MKD |
| --- | --------------- | --- | - | - | - | --- | -- | -- | --- | ----------------------------- | - | --- | --- | --- | --- |
| 1   | Engeland        | 3   | 3 | 0 | 0 | 9   | 8  | 2  | +6  | Geplaatst voor de eliteronde. |   | —   | 3–1 | 4–1 | 1–0 |
| 2   | Frankrijk       | 3   | 2 | 0 | 1 | 6   | 8  | 3  | +5  | Geplaatst voor de eliteronde. |   | —   | —   | 4–0 | 3–0 |
| 3   | Cyprus          | 3   | 1 | 0 | 2 | 3   | 3  | 9  | −6  |                               |   | —   | —   | —   | 2–1 |
| 4   | Noord-Macedonië | 3   | 0 | 0 | 3 | 0   | 1  | 6  | −5  |                               | — | —   | —   | —   |     |

### Groep 5
De wedstrijden werden gespeeld tussen 25 en 30 september 2014 in Letland.
| Pos | Team        | Wed | W | G | V | Ptn | DV | DT | +/− | Kwalificatie                  |  | SWE | GRE | UKR | LAT |
| --- | ----------- | --- | - | - | - | --- | -- | -- | --- | ----------------------------- |  | --- | --- | --- | --- |
| 1   | Zweden      | 3   | 1 | 2 | 0 | 5   | 2  | 1  | +1  | Geplaatst voor de eliteronde. |  | —   | 0–0 | 0–0 | 2–1 |
| 2   | Griekenland | 3   | 1 | 2 | 0 | 5   | 1  | 0  | +1  | Geplaatst voor de eliteronde. |  | —   | —   | 0–0 | 1–0 |
| 3   | Oekraïne    | 3   | 0 | 3 | 0 | 3   | 0  | 0  | 0   | Geplaatst voor de eliteronde. |  | —   | —   | —   | 0–0 |
| 4   | Letland     | 3   | 0 | 1 | 2 | 1   | 1  | 3  | −2  |                               |  | —   | —   | —   | —   |

### Groep 6
De wedstrijden werden gespeeld tussen 19 en 24 september 2014 in Slovenië.
| Pos | Team          | Wed | W | G | V | Ptn | DV | DT | +/− | Kwalificatie                  |  | POR | SLO | NIR | TUR |
| --- | ------------- | --- | - | - | - | --- | -- | -- | --- | ----------------------------- |  | --- | --- | --- | --- |
| 1   | Portugal      | 3   | 3 | 0 | 0 | 9   | 5  | 0  | +5  | Geplaatst voor de eliteronde. |  | —   | 1–0 | 3–0 | 1–0 |
| 2   | Slovenië      | 3   | 1 | 1 | 1 | 4   | 5  | 1  | +4  | Geplaatst voor de eliteronde. |  | —   | —   | 0–0 | 5–0 |
| 3   | Noord-Ierland | 3   | 1 | 1 | 1 | 4   | 4  | 6  | −2  | Geplaatst voor de eliteronde. |  | —   | —   | —   | 4–3 |
| 4   | Turkije       | 3   | 0 | 0 | 3 | 0   | 3  | 10 | −7  |                               |  | —   | —   | —   | —   |

### Groep 7
De wedstrijden werden gespeeld tussen 21 en 26 oktober 2014 in Hongarije.
| Pos | Team       | Wed | W | G | V | Ptn | DV | DT | +/− | Kwalificatie                  |   | CRO | HUN | ISR | KAZ |
| --- | ---------- | --- | - | - | - | --- | -- | -- | --- | ----------------------------- | - | --- | --- | --- | --- |
| 1   | Kroatië    | 3   | 2 | 1 | 0 | 7   | 10 | 2  | +8  | Geplaatst voor de eliteronde. |   | —   | 2–1 | 0–0 | 8–1 |
| 2   | Hongarije  | 3   | 2 | 0 | 1 | 6   | 3  | 2  | +1  | Geplaatst voor de eliteronde. |   | —   | —   | 1–0 | 1–0 |
| 3   | Israël     | 3   | 1 | 1 | 1 | 4   | 6  | 1  | +5  |                               |   | —   | —   | —   | 6–0 |
| 4   | Kazachstan | 3   | 0 | 0 | 3 | 0   | 1  | 15 | −14 |                               | — | —   | —   | —   |     |

### Groep 8
De wedstrijden werden gespeeld tussen 17 en 22 oktober 2014 in Servië.
| Pos | Team      | Wed | W | G | V | Ptn | DV | DT | +/− | Kwalificatie                  |   | NED | SRB | FIN | MLT |
| --- | --------- | --- | - | - | - | --- | -- | -- | --- | ----------------------------- | - | --- | --- | --- | --- |
| 1   | Nederland | 3   | 3 | 0 | 0 | 9   | 4  | 0  | +4  | Geplaatst voor de eliteronde. |   | —   | 1–0 | 2–0 | 1–0 |
| 2   | Servië    | 3   | 2 | 0 | 1 | 6   | 2  | 1  | +1  | Geplaatst voor de eliteronde. |   | —   | —   | 1–0 | 1–0 |
| 3   | Finland   | 3   | 1 | 0 | 2 | 3   | 2  | 4  | −2  |                               |   | —   | —   | —   | 2–1 |
| 4   | Malta     | 3   | 0 | 0 | 3 | 0   | 1  | 4  | −3  |                               | — | —   | —   | —   |     |

### Groep 9
De wedstrijden werden gespeeld tussen 8 en 13 oktober 2014 in Albanië.
| Pos | Team       | Wed | W | G | V | Ptn | DV | DT | +/− | Kwalificatie                  |   | AUT | NOR | ALB | SMR |
| --- | ---------- | --- | - | - | - | --- | -- | -- | --- | ----------------------------- | - | --- | --- | --- | --- |
| 1   | Oostenrijk | 3   | 3 | 0 | 0 | 9   | 6  | 0  | +6  | Geplaatst voor de eliteronde. |   | —   | 2–0 | 2–0 | 2–0 |
| 2   | Noorwegen  | 3   | 2 | 0 | 1 | 6   | 7  | 2  | +5  | Geplaatst voor de eliteronde. |   | —   | —   | 3–0 | 4–0 |
| 3   | Albanië    | 3   | 1 | 0 | 2 | 3   | 5  | 6  | −1  |                               |   | —   | —   | —   | 5–1 |
| 4   | San Marino | 3   | 0 | 0 | 3 | 0   | 1  | 11 | −10 |                               | — | —   | —   | —   |     |

### Groep 10
De wedstrijden werden gespeeld tussen 23 en 28 oktober 2014 in België.
| Pos | Team                  | Wed | W | G | V | Ptn | DV | DT | +/− | Kwalificatie                  |  | BEL | BIH | AZE | SUI |
| --- | --------------------- | --- | - | - | - | --- | -- | -- | --- | ----------------------------- |  | --- | --- | --- | --- |
| 1   | België                | 3   | 2 | 0 | 1 | 6   | 7  | 2  | +5  | Geplaatst voor de eliteronde. |  | —   | 4–1 | 3–0 | 0–1 |
| 2   | Bosnië en Herzegovina | 3   | 1 | 1 | 1 | 4   | 3  | 5  | −2  | Geplaatst voor de eliteronde. |  | —   | —   | 1–1 | 1–0 |
| 3   | Azerbeidzjan          | 3   | 1 | 1 | 1 | 4   | 3  | 5  | −2  | Geplaatst voor de eliteronde. |  | —   | —   | —   | 2–1 |
| 4   | Zwitserland           | 3   | 1 | 0 | 2 | 3   | 2  | 3  | −1  |                               |  | —   | —   | —   | —   |

### Groep 11
De wedstrijden werden gespeeld tussen 24 en 29 oktober 2014 in Slowakije.
| Pos | Team      | Wed | W | G | V | Ptn | DV | DT | +/− | Kwalificatie                  |   | ESP | SVK | LUX | LTU |
| --- | --------- | --- | - | - | - | --- | -- | -- | --- | ----------------------------- | - | --- | --- | --- | --- |
| 1   | Spanje    | 3   | 3 | 0 | 0 | 9   | 8  | 2  | +6  | Geplaatst voor de eliteronde. |   | —   | 3–1 | 3–0 | 2–1 |
| 2   | Slowakije | 3   | 2 | 0 | 1 | 6   | 4  | 3  | +1  | Geplaatst voor de eliteronde. |   | —   | —   | 1–0 | 2–0 |
| 3   | Luxemburg | 3   | 1 | 0 | 2 | 3   | 3  | 4  | −1  |                               |   | —   | —   | —   | 3–0 |
| 4   | Litouwen  | 3   | 0 | 0 | 3 | 0   | 1  | 7  | −6  |                               | — | —   | —   | —   |     |

### Groep 12
De wedstrijden werden gespeeld tussen 25 en 30 september 2014 in Andorra.
| Pos | Team       | Wed | W | G | V | Ptn | DV | DT | +/− | Kwalificatie                  |   | CZE | ROU | DEN | AND |
| --- | ---------- | --- | - | - | - | --- | -- | -- | --- | ----------------------------- | - | --- | --- | --- | --- |
| 1   | Tsjechië   | 3   | 3 | 0 | 0 | 9   | 4  | 1  | +3  | Geplaatst voor de eliteronde. |   | —   | 2–1 | 1–0 | 1–0 |
| 2   | Roemenië   | 3   | 2 | 0 | 1 | 6   | 8  | 3  | +5  | Geplaatst voor de eliteronde. |   | —   | —   | 6–1 | 1–0 |
| 3   | Denemarken | 3   | 1 | 0 | 2 | 3   | 4  | 8  | −4  |                               |   | —   | —   | —   | 3–1 |
| 4   | Andorra    | 3   | 0 | 0 | 3 | 0   | 1  | 5  | −4  |                               | — | —   | —   | —   |     |

### Groep 13
De wedstrijden werden gespeeld tussen 19 en 24 oktober 2014 in Wit-Rusland.
| Pos | Team        | Wed | W | G | V | Ptn | DV | DT | +/− | Kwalificatie                  |  | RUS | BLR | WAL | MNE |
| --- | ----------- | --- | - | - | - | --- | -- | -- | --- | ----------------------------- |  | --- | --- | --- | --- |
| 1   | Rusland     | 3   | 2 | 1 | 0 | 7   | 4  | 1  | +3  | Geplaatst voor de eliteronde. |  | —   | 2–1 | 0–0 | 2–0 |
| 2   | Wit-Rusland | 3   | 2 | 0 | 1 | 6   | 4  | 3  | +1  | Geplaatst voor de eliteronde. |  | —   | —   | 2–1 | 1–0 |
| 3   | Wales       | 3   | 1 | 1 | 1 | 4   | 3  | 3  | 0   | Geplaatst voor de eliteronde. |  | —   | —   | —   | 2–1 |
| 4   | Montenegro  | 3   | 0 | 0 | 3 | 0   | 1  | 5  | −4  |                               |  | —   | —   | —   | —   |

### Ranking nummers 3
Om te bepalen welke landen, die derde waren geworden, mochten aansluiten bij de eliteronde werd een rangschikking gemaakt van de nummers 3 uit iedere groep. De bovenste vijf landen kwalificeerden zich. Alleen de resultaten tegen de landen die 1 en 2 waren geworden telden mee.
| Pos | Grp | Team          | Wed | W | G | V | Ptn | DV | DT | +/− | Kwalificatie |
| --- | --- | ------------- | --- | - | - | - | --- | -- | -- | --- | ------------ |
| 1   | 5   | Oekraïne      | 2   | 0 | 2 | 0 | 2   | 0  | 0  | 0   | Eliteronde   |
| 2   | 13  | Wales         | 2   | 0 | 1 | 1 | 1   | 1  | 2  | −1  | Eliteronde   |
| 3   | 7   | Israël        | 2   | 0 | 1 | 1 | 1   | 0  | 1  | −1  | Eliteronde   |
| 4   | 10  | Azerbeidzjan  | 2   | 0 | 1 | 1 | 1   | 1  | 4  | −3  | Eliteronde   |
| 5   | 6   | Noord-Ierland | 2   | 0 | 1 | 1 | 1   | 0  | 3  | −3  | Eliteronde   |
| 6   | 3   | Moldavië      | 2   | 0 | 1 | 1 | 1   | 0  | 3  | −3  |              |
| 7   | 8   | Finland       | 2   | 0 | 0 | 2 | 0   | 0  | 3  | −3  |              |
| 8   | 11  | Luxemburg     | 2   | 0 | 0 | 2 | 0   | 0  | 4  | −4  |              |
| 9   | 2   | Estland       | 2   | 0 | 0 | 2 | 0   | 1  | 6  | −5  |              |
| 10  | 9   | Albanië       | 2   | 0 | 0 | 2 | 0   | 0  | 5  | −5  |              |
| 11  | 1   | Faeröer       | 2   | 0 | 0 | 2 | 0   | 2  | 8  | −6  |              |
| 12  | 12  | Denemarken    | 2   | 0 | 0 | 2 | 0   | 1  | 7  | −6  |              |
| 13  | 4   | Cyprus        | 2   | 0 | 0 | 2 | 0   | 1  | 8  | −7  |              |

1. 1 2  disciplinaire punten

## Loting eliteronde
De loting voor de eliteronde werd gehouden op 3 december 2014, om 10:40 (UTC+1) op het UEFA-hoofdkantoor in Nyon, Zwitserland.
De landen werden verdeeld op basis van de resultaten in de kwalificatieronde. Duitsland, dat automatisch was gekwalificeerd voor deze ronde, werd in Pot A gezet. Bij de loting werd uit iedere pot een land genomen. Landen die in de kwalificatieronde uit dezelfde groep kwamen en nummer 1 en 2 waren geworden konden in deze ronde niet weer tegen elkaar uitkomen. Om politieke redenen mocht Rusland niet in dezelfde groep terecht komen als Oekraïne.
| Pos | Team                  | Wed | W | G | V | Ptn | DV | DT | +/− | Seeding |
| --- | --------------------- | --- | - | - | - | --- | -- | -- | --- | ------- |
| 1   | Duitsland             | 0   | 0 | 0 | 0 | 0   | 0  | 0  | 0   | Pot A   |
| 2   | Polen                 | 3   | 3 | 0 | 0 | 9   | 9  | 0  | +9  | Pot A   |
| 3   | Spanje                | 3   | 3 | 0 | 0 | 9   | 8  | 2  | +6  | Pot A   |
| 4   | Engeland              | 3   | 3 | 0 | 0 | 9   | 8  | 2  | +6  | Pot A   |
| 5   | Oostenrijk            | 3   | 3 | 0 | 0 | 9   | 6  | 0  | +6  | Pot A   |
| 6   | Portugal              | 3   | 3 | 0 | 0 | 9   | 5  | 0  | +5  | Pot A   |
| 7   | Nederland             | 3   | 3 | 0 | 0 | 9   | 4  | 0  | +4  | Pot A   |
| 8   | Tsjechië              | 3   | 3 | 0 | 0 | 9   | 4  | 1  | +3  | Pot A   |
| 9   | Kroatië               | 3   | 2 | 1 | 0 | 7   | 10 | 2  | +8  | Pot B   |
| 10  | Schotland             | 3   | 2 | 1 | 0 | 7   | 8  | 0  | +8  | Pot B   |
| 11  | Ierland               | 3   | 2 | 1 | 0 | 7   | 9  | 2  | +7  | Pot B   |
| 12  | Italië                | 3   | 2 | 1 | 0 | 7   | 7  | 1  | +6  | Pot B   |
| 13  | Rusland               | 3   | 2 | 1 | 0 | 7   | 4  | 1  | +3  | Pot B   |
| 14  | Roemenië              | 3   | 2 | 0 | 1 | 6   | 8  | 3  | +5  | Pot B   |
| 15  | Frankrijk             | 3   | 2 | 0 | 1 | 6   | 8  | 3  | +5  | Pot B   |
| 16  | België                | 3   | 2 | 0 | 1 | 6   | 7  | 2  | +5  | Pot B   |
| 17  | Noorwegen             | 3   | 2 | 0 | 1 | 6   | 7  | 2  | +5  | Pot C   |
| 18  | Georgië               | 3   | 2 | 0 | 1 | 6   | 5  | 2  | +3  | Pot C   |
| 19  | Slowakije             | 3   | 2 | 0 | 1 | 6   | 4  | 3  | +1  | Pot C   |
| 20  | Wit-Rusland           | 3   | 2 | 0 | 1 | 6   | 4  | 3  | +1  | Pot C   |
| 21  | Hongarije             | 3   | 2 | 0 | 1 | 6   | 3  | 2  | +1  | Pot C   |
| 22  | Servië                | 3   | 2 | 0 | 1 | 6   | 2  | 1  | +1  | Pot C   |
| 23  | IJsland               | 3   | 1 | 2 | 0 | 5   | 3  | 1  | +2  | Pot C   |
| 24  | Zweden                | 3   | 1 | 2 | 0 | 5   | 2  | 1  | +1  | Pot C   |
| 25  | Griekenland           | 3   | 1 | 2 | 0 | 5   | 1  | 0  | +1  | Pot D   |
| 26  | Israël                | 3   | 1 | 1 | 1 | 4   | 6  | 1  | +5  | Pot D   |
| 27  | Slovenië              | 3   | 1 | 1 | 1 | 4   | 5  | 1  | +4  | Pot D   |
| 28  | Wales                 | 3   | 1 | 1 | 1 | 4   | 3  | 3  | 0   | Pot D   |
| 29  | Noord-Ierland         | 3   | 1 | 1 | 1 | 4   | 4  | 6  | −2  | Pot D   |
| 30  | Azerbeidzjan          | 3   | 1 | 1 | 1 | 4   | 3  | 5  | −2  | Pot D   |
| 31  | Bosnië en Herzegovina | 3   | 1 | 1 | 1 | 4   | 3  | 5  | −2  | Pot D   |
| 32  | Oekraïne              | 3   | 0 | 3 | 0 | 3   | 0  | 0  | 0   | Pot D   |

1. 1 2 3 4 5 6 7 8 9 10  disciplinaire punten

## Eliteronde

### Groep 1
De wedstrijden werden gespeeld tussen 20 en 25 maart 2015 in Spanje.
| Pos | Team      | Wed | W | G | V | Ptn | DV | DT | +/− | Kwalificatie                      |   | FRA | ESP | ISR | SWE |
| --- | --------- | --- | - | - | - | --- | -- | -- | --- | --------------------------------- | - | --- | --- | --- | --- |
| 1   | Frankrijk | 3   | 2 | 1 | 0 | 7   | 9  | 2  | +7  | Geplaatst voor het hoofdtoernooi. |   | —   | 1–1 | 1–0 | 7–1 |
| 2   | Spanje    | 3   | 1 | 2 | 0 | 5   | 3  | 1  | +2  | Geplaatst voor het hoofdtoernooi. |   | —   | —   | 0–0 | 2–0 |
| 3   | Israël    | 3   | 1 | 1 | 1 | 4   | 2  | 1  | +1  |                                   |   | —   | —   | —   | 2–0 |
| 4   | Zweden    | 3   | 0 | 0 | 3 | 0   | 1  | 11 | −10 |                                   | — | —   | —   | —   |     |

### Groep 2
De wedstrijden werden gespeeld tussen 17 en 22 maart 2015 in Azerbeidzjan.
| Pos | Team         | Wed | W | G | V | Ptn | DV | DT | +/− | Kwalificatie                      |   | CRO | POR | SRB | AZE |
| --- | ------------ | --- | - | - | - | --- | -- | -- | --- | --------------------------------- | - | --- | --- | --- | --- |
| 1   | Kroatië      | 3   | 3 | 0 | 0 | 9   | 8  | 0  | +8  | Geplaatst voor het hoofdtoernooi. |   | —   | 1–0 | 3–0 | 4–0 |
| 2   | Portugal     | 3   | 1 | 1 | 1 | 4   | 3  | 1  | +2  |                                   |   | —   | —   | 0–0 | 3–0 |
| 3   | Servië       | 3   | 1 | 1 | 1 | 4   | 4  | 3  | +1  |                                   | — | —   | —   | 4–0 |     |
| 4   | Azerbeidzjan | 3   | 0 | 0 | 3 | 0   | 0  | 11 | −11 |                                   | — | —   | —   | —   |     |

### Groep 3
De wedstrijden werden gespeeld tussen 12 en 17 maart 2015 in Nederland.
| Pos | Team          | Wed | W | G | V | Ptn | DV | DT | +/− | Kwalificatie                      |   | BEL | NED | GEO | NIR |
| --- | ------------- | --- | - | - | - | --- | -- | -- | --- | --------------------------------- | - | --- | --- | --- | --- |
| 1   | België        | 3   | 2 | 1 | 0 | 7   | 8  | 0  | +8  | Geplaatst voor het hoofdtoernooi. |   | —   | 0–0 | 4–0 | 4–0 |
| 2   | Nederland     | 3   | 1 | 2 | 0 | 5   | 3  | 1  | +2  | Geplaatst voor het hoofdtoernooi. |   | —   | —   | 2–0 | 1–1 |
| 3   | Georgië       | 3   | 1 | 0 | 2 | 3   | 4  | 8  | −4  |                                   |   | —   | —   | —   | 4–2 |
| 4   | Noord-Ierland | 3   | 0 | 1 | 2 | 1   | 3  | 9  | −6  |                                   | — | —   | —   | —   |     |

### Groep 4
De wedstrijden werden gespeeld tussen 21 en 26 maart 2015 in Polen.
| Pos | Team        | Wed | W | G | V | Ptn | DV | DT | +/− | Kwalificatie                      |   | GRE | IRL | BLR | POL |
| --- | ----------- | --- | - | - | - | --- | -- | -- | --- | --------------------------------- | - | --- | --- | --- | --- |
| 1   | Griekenland | 3   | 1 | 2 | 0 | 5   | 3  | 2  | +1  | Geplaatst voor het hoofdtoernooi. |   | —   | 2–2 | 0–0 | 1–0 |
| 2   | Ierland     | 3   | 1 | 1 | 1 | 4   | 5  | 4  | +1  | Geplaatst voor het hoofdtoernooi. |   | —   | —   | 3–1 | 0–1 |
| 3   | Wit-Rusland | 3   | 1 | 1 | 1 | 4   | 3  | 3  | 0   |                                   |   | —   | —   | —   | 2–0 |
| 4   | Polen       | 3   | 1 | 0 | 2 | 3   | 1  | 3  | −2  |                                   | — | —   | —   | —   |     |

### Groep 5
De wedstrijden werden gespeeld tussen 21 en 26 maart 2015 in Rusland.
| Pos | Team       | Wed | W | G | V | Ptn | DV | DT | +/− | Kwalificatie                      |   | AUT | RUS | WAL | ISL |
| --- | ---------- | --- | - | - | - | --- | -- | -- | --- | --------------------------------- | - | --- | --- | --- | --- |
| 1   | Oostenrijk | 3   | 2 | 1 | 0 | 7   | 5  | 3  | +2  | Geplaatst voor het hoofdtoernooi. |   | —   | 1–1 | 3–2 | 1–0 |
| 2   | Rusland    | 3   | 1 | 2 | 0 | 5   | 5  | 1  | +4  | Geplaatst voor het hoofdtoernooi. |   | —   | —   | 0–0 | 4–0 |
| 3   | Wales      | 3   | 1 | 1 | 1 | 4   | 3  | 3  | 0   |                                   |   | —   | —   | —   | 1–0 |
| 4   | IJsland    | 3   | 0 | 0 | 3 | 0   | 0  | 6  | −6  |                                   | — | —   | —   | —   |     |

### Groep 6
De wedstrijden werden gespeeld tussen 21 en 26 maart 2015 in Engeland.
| Pos | Team      | Wed | W | G | V | Ptn | DV | DT | +/− | Kwalificatie                      |   | ENG | SLO | NOR | ROU |
| --- | --------- | --- | - | - | - | --- | -- | -- | --- | --------------------------------- | - | --- | --- | --- | --- |
| 1   | Engeland  | 3   | 3 | 0 | 0 | 9   | 8  | 3  | +5  | Geplaatst voor het hoofdtoernooi. |   | —   | 3–1 | 3–1 | 2–1 |
| 2   | Slovenië  | 3   | 2 | 0 | 1 | 6   | 5  | 3  | +2  | Geplaatst voor het hoofdtoernooi. |   | —   | —   | 1–0 | 3–0 |
| 3   | Noorwegen | 3   | 1 | 0 | 2 | 3   | 3  | 4  | −1  |                                   |   | —   | —   | —   | 2–0 |
| 4   | Roemenië  | 3   | 0 | 0 | 3 | 0   | 1  | 7  | −6  |                                   | — | —   | —   | —   |     |

### Groep 7
De wedstrijden werden gespeeld tussen 20 en 25 maart 2015 in Hongarije.
| Pos | Team                  | Wed | W | G | V | Ptn | DV | DT | +/− | Kwalificatie                      |   | CZE | SCO | BIH | HUN |
| --- | --------------------- | --- | - | - | - | --- | -- | -- | --- | --------------------------------- | - | --- | --- | --- | --- |
| 1   | Tsjechië              | 3   | 2 | 1 | 0 | 7   | 4  | 2  | +2  | Geplaatst voor het hoofdtoernooi. |   | —   | 1–0 | 2–2 | 1–0 |
| 2   | Schotland             | 3   | 1 | 1 | 1 | 4   | 2  | 1  | +1  | Geplaatst voor het hoofdtoernooi. |   | —   | —   | 2–0 | 0–0 |
| 3   | Bosnië en Herzegovina | 3   | 1 | 1 | 1 | 4   | 4  | 5  | −1  |                                   |   | —   | —   | —   | 2–1 |
| 4   | Hongarije             | 3   | 0 | 1 | 2 | 1   | 1  | 3  | −2  |                                   | — | —   | —   | —   |     |

### Groep 8
De wedstrijden werden gespeeld tussen 21 en 26 maart 2015 in Duitsland.
| Pos | Team      | Wed | W | G | V | Ptn | DV | DT | +/− | Kwalificatie                      |   | GER | ITA | SVK | UKR |
| --- | --------- | --- | - | - | - | --- | -- | -- | --- | --------------------------------- | - | --- | --- | --- | --- |
| 1   | Duitsland | 3   | 2 | 1 | 0 | 7   | 8  | 2  | +6  | Geplaatst voor het hoofdtoernooi. |   | —   | 2–2 | 3–0 | 3–0 |
| 2   | Italië    | 3   | 2 | 1 | 0 | 7   | 5  | 2  | +3  | Geplaatst voor het hoofdtoernooi. |   | —   | —   | 2–0 | 1–0 |
| 3   | Slowakije | 3   | 1 | 0 | 2 | 3   | 2  | 6  | −4  |                                   |   | —   | —   | —   | 2–1 |
| 4   | Oekraïne  | 3   | 0 | 0 | 3 | 0   | 1  | 6  | −5  |                                   | — | —   | —   | —   |     |

### Ranking nummers 2
Om te bepalen welke zeven landen door mogen naar het hoofdtoernooi werd een rangschikking gemaakt. Alleen de resultaten van de wedstrijden tegen de nummers 1 en 3 in de groep telden hierbij mee.
| Pos | Grp | Team      | Wed | W | G | V | Ptn | DV | DT | +/− | Kwalificatie  |
| --- | --- | --------- | --- | - | - | - | --- | -- | -- | --- | ------------- |
| 1   | 4   | Ierland   | 2   | 1 | 1 | 0 | 4   | 5  | 3  | +2  | Hoofdtoernooi |
| 2   | 8   | Italië    | 2   | 1 | 1 | 0 | 4   | 4  | 2  | +2  | Hoofdtoernooi |
| 3   | 3   | Nederland | 2   | 1 | 1 | 0 | 4   | 2  | 0  | +2  | Hoofdtoernooi |
| 4   | 7   | Schotland | 2   | 1 | 0 | 1 | 3   | 2  | 1  | +1  | Hoofdtoernooi |
| 5   | 6   | Slovenië  | 2   | 1 | 0 | 1 | 3   | 2  | 3  | −1  | Hoofdtoernooi |
| 6   | 5   | Rusland   | 2   | 0 | 2 | 0 | 2   | 1  | 1  | 0   | Hoofdtoernooi |
| 7   | 1   | Spanje    | 2   | 0 | 2 | 0 | 2   | 1  | 1  | 0   | Hoofdtoernooi |
| 8   | 2   | Portugal  | 2   | 0 | 1 | 1 | 1   | 0  | 1  | −1  |               |

Jeugd-EK's: onder 21 · onder 19       Jeugd-WK's: onder 20 · onder 17